# Aérodrome d'Alert Bay
L'aéroport d’Alert Bay est un aéroport situé en Colombie-Britannique, au Canada.